# Берлинска конференция
Берлинската конференция е международна конференция, проведена през 1884 – 1885 г. в Берлин. Тя регулира европейската колонизация и търговия в Африка. В нея вземат участие представители на Австро-Унгария, Белгия, Великобритания, Дания, Занзибар, Испания, Италия, Холандия, Португалия, Русия, САЩ, Франция и Швеция-Норвегия (в уния до 1905). Официален език на конференцията е френският, а първото заседание е под председателството на Ото фон Бисмарк.
Заключителният документ на конференцията е от 26 февруари 1885 г. и е оформен в 38 точки. Предвижда се:
- Свободната държава Конго е утвърдена като частна собственост на Дружеството Конго. Така територията на днешната Демократична република Конго, около два милиона квадратни километра, е превърната практически в собственост на белгийския крал Леополд II.
- 14-те подписали документа държави ще провеждат свободна търговия в басейна на река Конго и на езерото Няса и на изток от тях в територията южно от 5° с.ш.
- Реките Нигер и Конго стават свободни за корабоплаване.
- Договорена е международна забрана на робството.
- Установен е принципът, че силите могат да притежават колонии, само ако това притежание е действително (принцип на ефективността).
- Всеки нов акт на придобиване на част от африканския бряг трябва да бъде обявено от съответната страна пред останалите.